# Bunyan and Babe
Pour les articles homonymes, voir Bunyan et Babe (homonymie).
À ne pas confondre avec le court-métrage de Disney de 1958 intitulé Paul Bunyan.
Pour plus de détails, voir Fiche technique et Distribution.
Bunyan and Babe est un film indo-américain animé par ordinateur de 84 minutes, sorti en 2017. Réalisé par Louis Ross, il est sorti en ligne sur Google Play, étant disponible gratuitement du 12 janvier au 16 février 2017. Il est par la suite sorti en salles le 3 février 2017 sur 12 secteurs aux États-Unis. Le film se base notamment sur la légende du folklore américain de Paul Bunyan et de sa vache bleue Babe.

## Synopsis
Travis Barclay, douze ans, et sa petite-sœur Whitney sont envoyés par leurs parents à contrecœur chez le ferme de leurs grands-parents, dans un village du comté de Delbert. Pendant ce temps, Norm Blandsford, un homme d'affaires local, décide d'acheter petit à petit tout le village pour créer un nouveau développement commercial dédié au folklore local, malgré l'opposition des habitants locaux. Après avoir rencontré un des hommes de Norm, Travis et sœur s'enfuient dans une forêt et trouvent un portail qui mène au monde fantastique où vit Paul Bunyan et sa vache Babe. Les deux personnages s'y étaient établis après avoir constaté que le monde devenait de plus en plus avancé technologiquement et que leur aide n'était plus vraiment nécessaire. Les deux enfants essaient de convaincre Paul de les aider à contre Norm, mais ce dernier accepte seulement de le ramener chez lui. En retournant dans le village, Paul constate le plan de Norm et décide de passe à l'action avec Babe et ses nouveaux amis.

## Fiche technique
Sauf indication contraire, les informations mentionnées dans cette section peuvent être confirmées par la base de données cinématographiques IMDb,  présente dans la section « Liens externes ».
- Titre : Bunyan and Babe
- Titre alternatif : A Giant Adventure
- Réalisation : Louis Ross
- Scénario : Michael A. Nickles et Julia Wall selon l'histoire originale de Michael A. Nickles
- Production : John D. Eraklis et Max Howard (non-crédité)
- Musique : Zoë Poledouris (en) et Angel Roché Jr.
- Montage : Jay Shindell
- Décors: Philip A. Cruden
- Animation : Philip A. Cruden
- Sociétés de production : Exodus Film Group
Toonz Entertainment
- Distribution : Cinedigm (en)[2]
- Budget : Inconnu
- Box Office : Inconnu
- Pays d'origine :  États-Unis- Inde
- Langue originale : anglais
- Genre : Animation, aventure, comédie et fantastique
- Durée : 88 minutes
- Date de sortie :
  - États-Unis : 12 janvier 2017 (par internet)
3 février 2017 (au cinéma)
7 mars 2017 (par DVD)
  - Koweït : 18 janvier 2018

## Distribution
- John Goodman : Paul Bunyan
- Jeff Foxworthy : Babe la vache bleue
- Johnny Orlando : Travis Barclay
- Kelsey Grammer : Norm Blandsford, The Amazing Blackstone[2]
- Lola Wayne Villa : Whitney Barclay
- Mark Hamill : Grand-papa Barclay
- Dorien Davies : Iris Ingram
- Kay Cole : Grand-maman Barclay, la mère, mère touriste
- Peter Chew : Le shérif Chambers
- Jeremy Guskin : Gustav
- Dawnn Lewis : Maybelle Mundy
- Tom Lowell : Maître de cérémonies de la fête foraine
- John D. Eraklis : Annonceur, père touriste
- Sandy Stone : Employée de station-service
- Tony Bancroft : Barbier
- Robin Howard : Enfant touriste #1
- Sophia Eraklis : Enfant touriste #2

## Production
Le film est annoncé plus de dix ans avant sa sortie, et était censé être un film mélangeant des scènes réelles à l'animation, sous la direction de Jim Rygiel (en). En mai 2008, Tony Bancroft est annoncé à la co-direction avec Rygiel. Bancroft a par la suite travaillé à la pré-production du film, et devient le seul directeur du film en 2014. Bancroft finit par quitter la direction.
Avec Exodus Film Group comme société de production, Sparx Animation Studios est choisie pour effectuer le scénario et les effets spéciaux. Le travail de la conception des personnages est effectué aux États-Unis, Exodus préférant un style américain aux personnages, puisque le film s'y déroule. L'animation des personnages commence chez Sparx en juillet 2008, mais Sparx se retire de la production du film quatre mois plus tard à la suite de sa faillite due à la crise financière mondiale de 2007-2008.
La production est mise en halte le 3 novembre 2010, après que la société de production associée à Exodus, Metro-Goldwyn-Mayer déclare faillite en vertu du chapitre 11 de la loi sur les faillites des États-Unis. En décembre 2010, la production recommence, après que MGM sort de la faillite. En mai 2014, Cinedigm achète les droits de distribution du film en Amérique du Nord.

## Accueil
Common Sense Media donne au film une cote de 3/5, disant qu'il y a présence de quelques insultes mineures, comme nincompoop (cornichon), nerdface (face d'intello) ou ass (cul/idiot) et qu'il y a des mots relatifs aux besoins (merde, vomi), mais qu'il n'y a pas de blessures ni de morts. Common Sense dit que le film devrait être acceptable pour les enfants, s'ils savent faire la différence entre la vrai violence et la fausse.